# جورج فيليرز، إيرل كلارندون الرابع
جورج ويليام فريدريك فيليرز (12 يناير 1800 - 27 يونيو 1870)، دبلوماسيّ ورجل دولة بريطانيّ من عائلة فيليرز الأستقراطيَّة. دخل العمل السياسيّ في مطلع حياته السياسيَّة ومثَّل بلاده سفيرًا في إسبانيا. نال لقب إيرل في عام 1838، وشغل على مرِّ حياته عدَّة مناصب سياسيَّة من بينها تقلده منصب اللورد الملازم القائم على أيرلندا خلال الفترة من عام 1847 إلى عام 1852. أصبح بعدها وزيرًا للخارجية خلال الفترة من عام 1853 إلى عام 1858، وكذلك خلال الفترة من عام 1865 إلى عام 1866.
كان على رأس وفد بلاده في مؤتمر باريس الذي أفضى إلى إنهاء حرب القرم.

## وصلات خارجية
- أعمال أو نبذة عن جورج فيليرز، إيرل كلارندون الرابع على أرشيف الإنترنت (بالإنجليزية)
- Hansard 1803–2005: contributions in Parliament by the Earl of Clarendon (بالإنجليزية)